# Romanzo didattico
Il romanzo didattico o di evoluzione, secondo le definizioni proposte da Bachtin, ha come primo scopo quello di impartire insegnamenti ai lettori.
Il genere si impone durante il Medioevo in cui, attraverso narrazioni allegoriche, si vuole proporre "insegnamenti in materia d'amore" soprattutto alle donne. Un esempio può essere considerato il Roman de la Rose.